# All-African People’s Revolutionary Party
Die All-African People’s Revolutionary Party (A-APRP) ist eine internationale panafrikanische kommunistische Partei, die 1968 von Kwame Nkrumah, Amílcar Cabral, Kwame Ture und Lamin Jangha in Conakry, Volksrevolutionäres Guinea, gegründet wurde. Obwohl er kein Gründungsmitglied der Partei war, wird die Einführung des ersten Arbeitsprogramms Ahmed Sékou Touré zugeschrieben.
Seit ihrer Gründung ist die A-APRP aktiv geblieben und hat in über 33 Ländern in Afrika, Amerika und Europa Ortsgruppen gegründet. Die Plattform der Partei konzentriert sich nach wie vor auf den Aufbau einer Vorhut für die gesamtafrikanische Volksrevolution. Infolgedessen wurden die Ressourcen der Partei für die Organisation und den Aufbau von Parteigliederungen sowie für die Zusammenarbeit mit anderen revolutionären Parteien genutzt, um die Gründung des Gesamtafrikanischen Komitees für politische Koordinierung (A-ACPC) zu erleichtern. Als Ergebnis ihrer Bemühungen erklärte die Afrikanische Partei für die Unabhängigkeit Guineas und Cabe Verdes (PAIGC) ihr Engagement für den Aufbau des A-ACPC, indem sie sich der A-APRP anschloss. Viele Mitglieder der PAIGC, darunter auch der Jugendleiter der Partei, haben sich ebenfalls der A-APRP angeschlossen.

## Geschichte

### Gründung
Nach dem reaktionären Staatsstreich, durch den Kwame Nkrumah während eines Staatsbesuchs in China gestürzt wurde, wurden seine Originalaufsätze mit dem Titel Handbook of Revolutionary Warfare von den Streitkräften zerstört. Mit Hilfe seines Verbündeten, des Präsidenten von Guinea, Sekou Toure, lebte Nkrumah im Exil als Ko-Präsident von Guinea an der Seite von Sekou Toure, was ihm die Überarbeitung und Vervielfältigung des Handbuchs ermöglichte.
Das Buch dient als ideologische Grundlage für die Gründung der A-APRP, der A-ACPC und der All-African People’s Revolutionary Army (A-APRA), deren Aufgaben und Ziele wie folgt umrissen werden:

„Die Bildung einer politischen Partei, die alle befreiten Gebiete und kämpfenden Parteien unter einer gemeinsamen Ideologie verbindet, wird den Weg für eine eventuelle kontinentale Einheit ebnen und gleichzeitig die Weiterführung des gesamtafrikanischen Volkskrieges erheblich unterstützen. Um den Prozess seiner Bildung zu unterstützen, sollte ein All-Afrikanisches Komitee für Politische Koordination (A-ACPC) gegründet werden, das als Bindeglied zwischen allen Parteien fungiert, die die dringende Notwendigkeit erkennen, einen organisierten und vereinten Kampf gegen Kolonialismus und Neokolonialismus zu führen. Dieses Komitee würde auf der Ebene der Zentralkomitees der herrschenden Parteien und der kämpfenden Parteien gegründet werden und deren integriertes politisches Bewusstsein darstellen. [...] Die Mitglieder der A-APRA werden die bewaffneten Vertreter der gegen Kolonialismus und Neokolonialismus kämpfenden sozialistischen Parteien der afrikanischen Völker sein. Sie werden das direkte Produkt der afrikanischen revolutionären Befreiungsbewegung [...] sein. Diese revolutionären Streitkräfte werden unter der Leitung eines Oberkommandos stehen, das sich aus den militärischen Führern (A-APRA) der verschiedenen revolutionären Bewegungen in Afrika zusammensetzt. Dieses wiederum untersteht dem Allafrikanischen Komitee für politische Koordination (A-ACPC), das die politische Führung der gesamten revolutionären Bewegung darstellt. Das Militär, d.h. die Streitkräfte, werden also immer der politischen Führung untergeordnet sein und unter deren Kontrolle stehen.“

Nach einem Gespräch mit dem vietnamesischen Revolutionär Ho Chi Minh, beschloss der damals noch als Stokely Carmichael bekannte Kwame Ture, sich auf eine Reise nach Guinea-Conakry zu begeben, um Ahmed Sekou Ture und Kwame Nkrumah zu treffen, zwei der prominentesten panafrikanischen Revolutionäre jener Zeit. Mit der Unterstützung von Shirley Graham Du Bois gelang es ihm, Nkrumah zu treffen und mit ihm ins Gespräch zu kommen, woraufhin Nkrumah Carmichael anbot, sein persönlicher Sekretär zu werden und beim Aufbau des Panafrikanismus zu helfen, wie er es zuvor mit Malcolm X getan hatte. Nachdem Nkrumah ihm ein fertiges, aber unveröffentlichtes Manuskript des Handbook of Revolutionary Warfare (Handbuch der revolutionären Kriegsführung) überlassen hatte, nahm Stokely Carmichael Nkrumahs Angebot an; er wurde ein Student des Nkrumahismus und erledigte Aufgaben für den Ko-Präsidenten.

### Aufbau der All-Afrikanischen Revolutionären Volkspartei
Nach der Gründung der ersten Arbeitsstudentengruppe in Conakry gründete Kwame Ture die US-amerikanische Sektion der A-APRP durch eine Reihe von Rekrutierungskampagnen an den Universitäten des Landes. Wie der langjährige A-APRP-Organisator Ahjamu Umi feststellte, basierte der Aufbau der A-APRP in den USA auf Kwame Ture Recruitment Drives (KTRD), bei denen Kwame Ture auf College- oder Gemeindeveranstaltungen sprach. In der Regel waren Hunderte von Zuhörern anwesend, und nach dem Ende seiner Reden fand eine Orientierungsveranstaltung statt, um der A-APRP beizutreten. Diese Veranstaltungen fanden in der Regel spät in der Nacht statt, und die meisten Menschen fühlten sich von der Organisation angezogen, weil Kwame Ture im Laufe der Jahre durch seine Erfahrungen in der Bürgerrechts- und Black-Power-Bewegung zu einer Berühmtheit geworden war. Umi merkte auch an, dass der Enthusiasmus abflaute, nachdem Ture die Stadt verlassen hatte, um an einem anderen Ort ein weiteres KTRD zu veranstalten; ein Trend, der sich nach seinem Tod umkehrte. Nichtsdestotrotz zogen Tures Bemühungen Tausende von College-Studenten an, die sich mit den Ideen von Kwame Nkrumah auseinandersetzten, und schufen Foren für antiimperialistische Organisationen, die sich an die afrikanische Intelligenz wandten. Diese Foren wurden traditionell während der Veranstaltungen zum Tag der afrikanischen Befreiung organisiert, die die Partei nutzte, um das Bewusstsein unter der afrikanischen Jugend und den Intellektuellen zu verbreiten.

### Erster gesamtafrikanischer Parteitag
Nach über 54 Jahren der Organisation und des Parteiaufbaus beschlossen die führenden Organisatoren der A-APRP, keinen Parteikongress abzuhalten, da sie es für notwendig hielten, zunächst das Wachstum der Organisation und die Zusammenarbeit mit anderen afrikanischen revolutionären Gruppen zu konsolidieren, auch um sicherzustellen, dass die A-APRP ihre Ziele effektiv erreichen würde. Im Jahr 2020 beschloss die Parteiführung, dass sie in der Lage sei, die Vision der Organisation zu verwirklichen und die Grundlagen für einen gesamtafrikanischen Volkskrieg zu legen. Nach zweieinhalb Jahren der Bewertung und Selbstkritik aller Aspekte der A-APRP sowie der Ausarbeitung von Vorschlägen durch Arbeitsgruppen, die auf der Versammlung erwähnt werden sollten, hielt die Partei vom 15. bis 20. Januar 2023 ihren ersten Kongress ab, der im nationalen Hauptquartier der PAIGC in Bissau, Guinea-Bissau, stattfand.

## Programmatik
Die Programmatik der A-APRP ist der Nkrumahismus-Touréismus-Kabralismus, der die Synthese der ausgewählten Werke von Kwame Nkrumah, Sékou Touré, Amílcar Cabral und Kwame Ture darstellt. Das Denken enthält auch eine Vielzahl von Einflüssen von Marcus Garvey und W.E.B Du Bois, die Schlüsselfiguren der panafrikanischen Bewegung waren und die Entwicklung der ersten weltweiten afrikanischen Avantgardeparteien und panafrikanischen Kongresse anführten. Zu den Kernaspekten des Parteiprogramms gehören die Weiterentwicklung der A-ACPC und der A-APRA durch die A-APRP, um die letzte Phase der afrikanischen Befreiung durchzuführen, die Betonung der Kultur als Schlüssel zur Entwicklung der Ziele und das Streben nach der Industrialisierung Afrikas als Mittel zur Beendigung der kolonialen Produktionsweise. Der Nkrumahismus-Touréismus-Kabralismus ist eine wissenschaftlich-sozialistische Programmatik und vertritt den dialektischen und historischen Materialismus, lehnt aber die Bezeichnung „marxistisch“ ab, da die marxistische Theorie im afrikanischen Kontext nur begrenzt anwendbar ist und Marx und Engels lediglich Beobachter und nicht Erfinder der wissenschaftlich-sozialistischen Prinzipien waren. Wie Kwame Ture andeutet, wäre jeder Afrikaner, der die Kapitalverhältnisse studiert hätte, zu denselben Schlussfolgerungen gekommen wie Marx, genauso wie jeder Afrikaner, der die Schwerkraft studiert hätte, zu denselben Schlussfolgerungen gekommen wäre wie Newton. Die Partei betrachtet die Idee, Marx sei ein Erfinder des wissenschaftlichen Sozialismus oder der Marxismus sei ein Synonym für den wissenschaftlichen Sozialismus, als eine Erweiterung der Europäisierung der wissenschaftlichen Disziplinen.

## Internationale Beziehungen und Aktivismus
In Anlehnung an die antiimperialistischen Positionen des Student-Nonviolent Coordinating Committee, der Democratic Party of Guinea und der Convention People’s Party ist die A-APRP ein überzeugter Unterstützer der Palästinensischen Befreiungsorganisation und vertritt seit ihrer Gründung eine strikt antizionistische Position zum Palästina-Konflikt. In den USA organisierte die A-APRP ein kostenloses Frühstücksprogramm in Portland und knüpfte Kontakte zur Indianerbewegung, während sie sich für die Selbstbestimmung der Ureinwohner in den Vereinigten Staaten einsetzte. Die Partei unterhielt auch Kontakte zu Muammar Gaddafi und erhielt infolgedessen Unterstützung aus Libyen.
Seit der Gründung der Partei hat die Organisation enge Beziehungen zu den folgenden Gruppen geknüpft:
- American Indian Movement
- Afrikanischer Nationalkongress
- Kommunistische Partei Kubas
- Demokratische Partei Guineas
- Front für die Befreiung Mosambiks
- Irisch-Republikanische Sozialistische Partei
- Bewegung für die Volksbefreiung Angolas
- Nationale Front für die Befreiung des Kongo
- Palästinensische Befreiungsorganisation
- Panafrikanistischer Kongress von Azania
- Panafrikanische Union Sierra Leones
- Afrikanische Partei für die Unabhängigkeit Guinea-Bissaus und der Kapverden
- Südwestafrikanische Volksorganisation
- Koreanische Arbeiterpartei
- Afrikanische Nationale Union Simbabwe – Patriotische Front

## Struktur

### Mitgliedschaftsstufen
Die Mitglieder der A-APRP werden in 3 Kategorien eingeteilt: Unterstützer, Vorkader und Kader.
Unterstützer ist die niedrigste Stufe der Zugehörigkeit und besteht aus Freiwilligen, die der Partei finanzielle Mittel oder Arbeitsleistungen spenden. Oftmals werden Unterstützer durch den A-APRP-Orientierungsprozess zu Kadermitgliedern.
Vorkader ist die zweite Ebene der Zugehörigkeit, auf der eine Person den Bewertungsprozess für eine Beförderung durchläuft. Der Vorkaderstatus erfordert in der Regel eine bis zu 3-jährige Teilnahme an einem Work-study-Programm.
Der Kaderstatus ist die Stufe der Vollmitgliedschaft, die Zugang zu lokalen und internationalen Parteiversammlungen gewährt. Kadermitglieder sind verpflichtet, Parteibeiträge zu zahlen und Aufgaben zu erfüllen, um die Mitgliedschaft in der A-APRP zu erhalten. Einzelpersonen werden in der Regel nach 2 Jahren in den Kaderstatus erhoben.